# Perhentian-Inseln

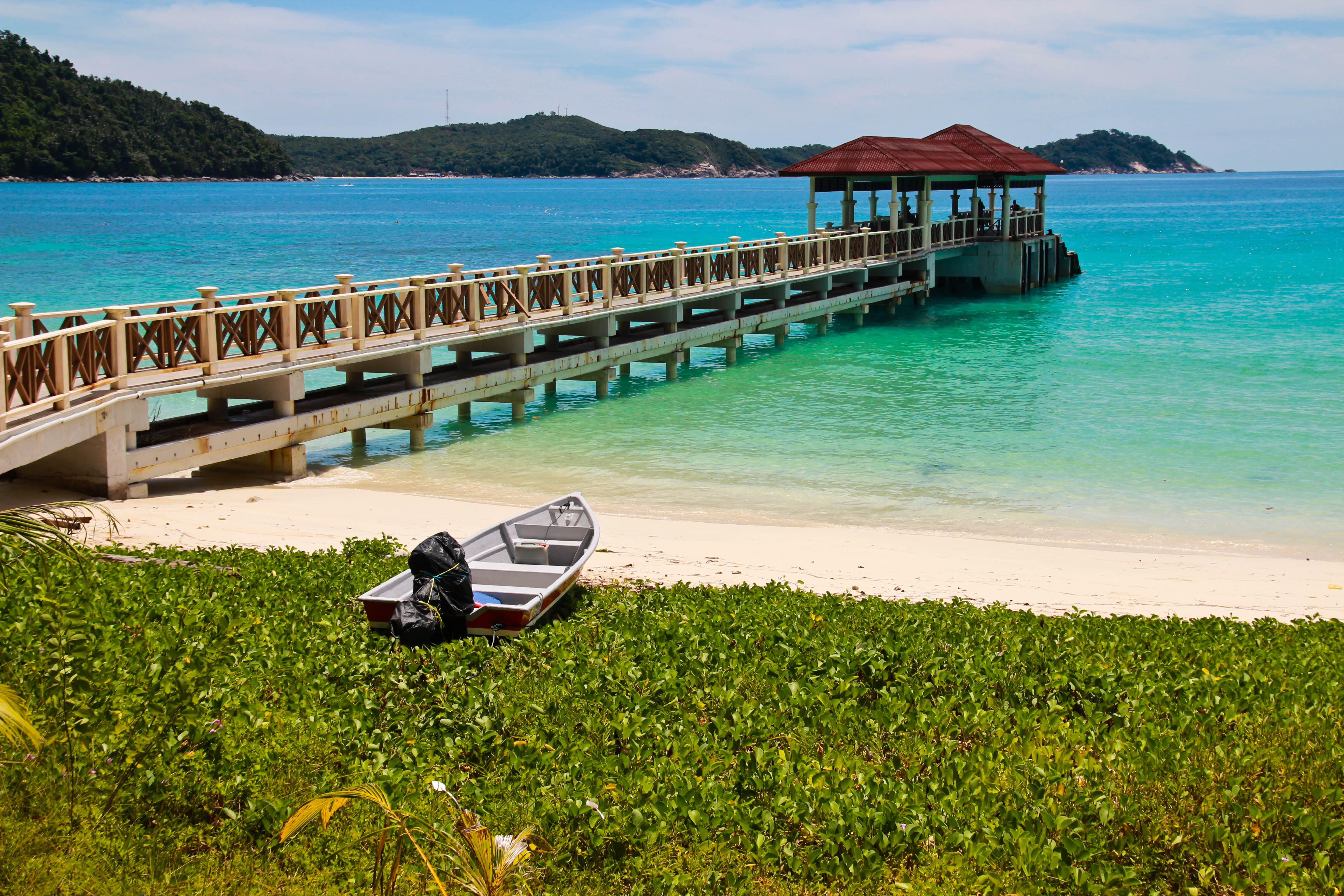
Strand auf Perhentian Besar

Die Perhentian-Inseln (malaiisch: Pulau Perhentian) sind eine vor der Ostküste der Malaiischen Halbinsel gelegene Inselgruppe im Südchinesischen Meer. Die zum malaysischen Bundesstaat Terengganu gehörenden Inseln sind etwa 10 Seemeilen (19 km) vom Hafenort Kuala Besut und fast 64 km von Thailand entfernt. 
Die zwei Hauptinseln sind Perhentian Besar („Groß-Perhentian“) und Perhentian Kecil („Klein-Perhentian“). In der Nähe von Perhentian Kecil liegen die kleinen unbewohnten Inseln Susu Dara, Seringgi und Rawa. Die Inseln gehören zum Pulau Redang National Marine Park. Fischen und Wegwerfen von Müll ist verboten. 
Die Inseln sind von Dschungel bedeckt und von weißen Sandstränden umrundet, an denen sich einfache bis luxuriöse Strand-Resorts befinden. Die höchste Erhebung liegt etwa 344 Meter über dem Meeresspiegel. 
Auf der Insel Perhentian Kecil befindet sich ein Fischerdorf mit Hafen und Schule. Es gibt keine Straßen. Immer bekannter werden die Inseln durch ihre guten Möglichkeiten zum Tauchen und Schnorcheln.